# Raión de Prójorovka
El raión de Prójorovka (ruso: Про́хоровский райо́н) es un distrito administrativo y municipal (raión) ruso perteneciente a la óblast de Bélgorod. Se ubica en el noroeste de la óblast. Su capital es Prójorovka.
En 2021, el raión tenía una población de 27 106 habitantes.
El raión es limítrofe al norte con la óblast de Kursk.

## Subdivisiones
Comprende 135 localidades, agrupadas en dieciocho ayuntamientos, que son el asentamiento de tipo urbano de Prójorovka (la capital) y los siguientes diecisiete asentamientos rurales:
- Beleníjino
- Boregovoye-Pérvoye
- Viazovoye
- Zhuravka-Pérvaya
- Kolomytsevo
- Krivoshéyevka
- Luchki
- Mályye Mayachki
- Petrovka
- Plotá
- Podolji
- Preléstnoye
- Priznáchnoye
- Radkovka
- Rzhávets
- Jolódnoye
- Shájovo